# Децентрализация
Децентрализа́ция — процесс перераспределения, рассеивания функций, сил, власти, людей или вещей от центрального местоположения или управляющего органа. 
Понятие децентрализации используется в описании групповой динамики в государственном и общественном управлении (политической науке), праве, экономике (менеджменте и так далее) и технологии.

## История

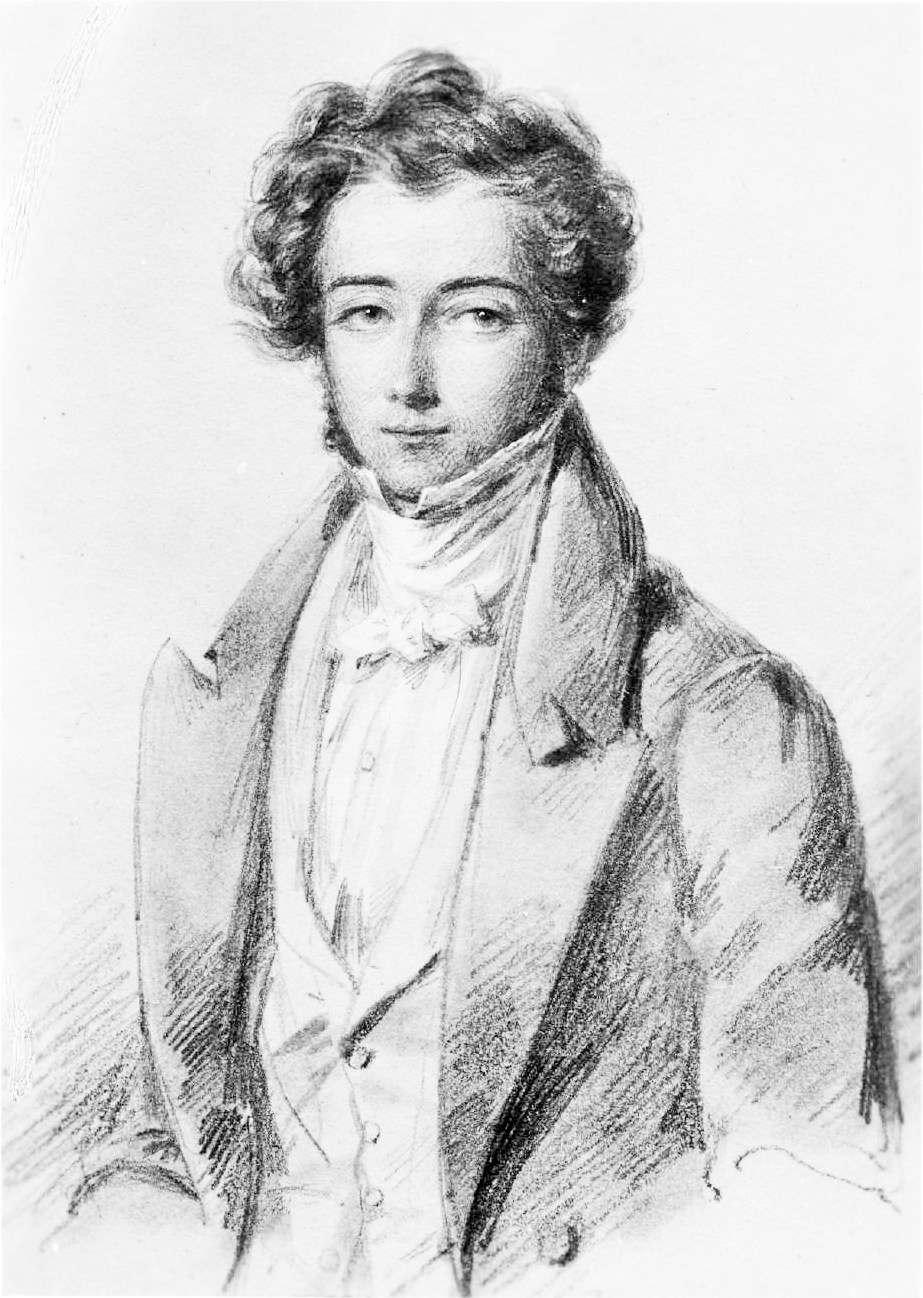
Алексис де Токвиль

Слово «централизация» вошло в употребление во Франции в 1794 году, после Великой французской революции, когда лидеры Французской Директории создали новую правительственную структуру. Слово «децентрализация» вошло в употребление в 1820-е гг. Слова «централизация» как и «децентрализация» вошли в письменный английский в первой трети XIX в. В середине XIX в. Алексис де Токвиль написал, что Французская революция началась с «толчка к децентрализации… [но стала], в конце концов — расширенной централизацией». В 1863 году французский чиновник (бюрократ) в отставке Морис Блок написал статью под заголовком «Децентрализация» для одного французского журнала, в которой рассмотрел динамику власти и бюрократической централизации и последние (на тот момент) французские усилия, направленные на децентрализацию государственных функций.
Идеи свободы и децентрализации были доведены до логического окончания в течение XIX и XX веков антигосударственными политическими активистами, называвшими себя «анархистами», «либертарианцами» и «децентралистами». Алексис де Токвиль, будучи адвокатом писал: «Децентрализация имеет не только административную ценность, но также гражданское измерение, так как она увеличивает возможности граждан деятельно интересоваться публичными делами; это позволяет им привыкнуть к использованию свободы. А из накопления этих локальных, деятельных, „разборчивых“ свобод рождается наиболее эффективный противовес к притязаниям центрального правительства, даже если они были поддержаны безличной, коллективной волей». Пьер-Жозеф Прудон (1809—1865), влиятельный теоретик анархизма писал: «Все мои экономические идеи, разрабатывавшиеся на протяжении 25 лет могут быть суммированы в словах: агрокультурно-индустриальная федерация. Все мои политические идеи сводятся к аналогичной формуле: политическая федерация или децентрализация».
В начале XX века в ответ на централизацию экономических сил и политической власти существовало децентралистическое движение. Оно обвиняло крупные промышленные производства в уничтожении относящихся к среднему классу владельцев магазинов и небольших производств (мануфактур) и продвигало идеи увеличения возможностей владения собственностью и возврата к жизни в небольших, локальных масштабах.
Согласно докладу Программа развития ООН (1999 год):
Огромное число развивающихся стран и стран с переходной экономикой взяли курс на осуществление той или иной формы децентрализационных программ. Эта тенденция связана с растущим интересом к роли гражданского общества и частного сектора как партнёров для правительств, находящихся в поиске новых путей обслуживания [граждан]. Децентрализация руководства и укрепление локальных/местных способностей к руководству, это также часть более широких социальных тенденций. Они включают в себя, например, возрастание недоверия к власти в целом, впечатляющий упадок некоторых наиболее централизованных режимов в мире (особенно Советского Союза) и появление сепаратистских запросов, которые регулярно появляются то в той, то в иной части мира. Движение к местной подотчётности и к большему контролю над своей собственной судьбой, это, однако, не только результат негативного отношения к центральному руководству. Скорее, эти направления развития, как мы уже отмечали, в принципе направляемы сильным желанием в большем участии граждан и организаций частного сектора в руководстве.

## Обзор
Под децентрализацией, рассмотренной в рамках системного подхода может пониматься, в рамках иерархической системы такая реорганизация протекающих внутрисистемных процессов, при которой часть процессов переводится на более низкий уровень иерархии; соответственно, при централизации — на более высокий уровень. Например, в менеджменте децентрализация означает делегирование руководителем таковых полномочий и обязанностей подчинённым, наделяя их тем самым большей свободой воли, но и вместе с тем большей ответственностью.
В политологии обычно под децентрализацией понимают рассредоточение доли государственной власти в некоем центре (например, конфедерация — часть государственной власти (полномочия и ответственность за их использование) делегируется от центрального правительства регионам).
В современном значении понятие «децентрализации» имеет мало отношения к условному и терминологически устаревшему соотношению «федерация — конфедерация». Децентрализация больше относится к критериям и процедурам принятия решений на различных уровнях власти, например, «Центр —Департаменты — Коммуны», как во Франции или «федеральные — региональные — местные органы власти» как в России. То есть применимы в рамках конкретного государства, а не искусственно обозначенной совокупности таковых.
В информатике (конкретнее, в теории передачи данных) под децентрализацией понимают создание таких условий, чтобы надобность в сервере отпала, и участники сети обладали одним рангом. В качестве примера можно рассмотреть популярные интранет-чаты, некоторые из которых следуют централизации (требуют выделения отдельного сервера, на котором хранится информация о текущих процессах в чате и который организует обмен данными с клиентами), а некоторые — децентрализации (сервера нет, информация о текущих процессах в чате хранится распределённо на машинах клиентов и передаётся, как правило, широковещательными сообщениями).